# Kamienica Pod Czterema Ewangelistami we Wrocławiu
Kamienica Pod Czterema Ewangelistami – średniowieczna kamienica, znajdująca się przy ulicy Kuźniczej 21 we Wrocławiu.
Kamienica wpisana jest do Gminnej Ewidencji Zabytków pod numerem 4054

## Historia kamienicy

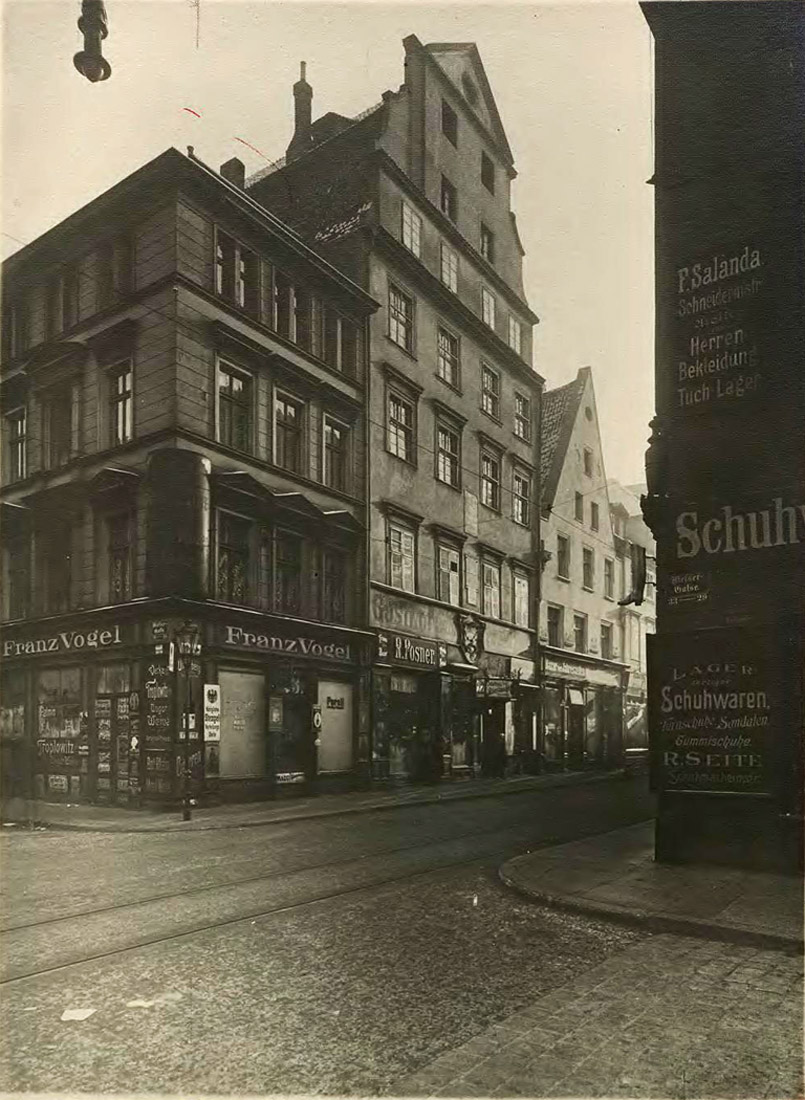
Kamienica "Pod Czterema Ewangelistami" (pierwsza z prawej) przed przebudową z trzykondygnacyjnym szczytem

Kamienica została wzniesiona w okresie późnego średniowiecza. W 1570 roku została przebudowana. W 1881 roku była to kamienica szczytowa, trzytraktatowa, dwupiętrowa z trzykondygnacyjnym szczytem. Budynek był trzyosiowy; w skrajnej południowej osi znajdował się renesansowy portal z godłem domu. W 1823 roku niemiecki rysownik Heinrich Mützel sporządził szkic portalu znajdującego się w fasadzie kamienicy. Był to portal łukowy; u podstawy węgarów znajdowały się nagie hermy, po prawej męska, po lewej kobieca. Nad nimi znajdowały się cyfry: po lewej "15", po prawej "70" nawiązujące do daty przebudowy. W oso krawędzi węgarów znajdowały się woluty z maskami w górnej części: po lewej męska, po prawej kobieca. W przyłuczach portalu znajdowały się płaskorzeźbione postacie z kończynami zmieniającymi się w ornament roślinny. W przestrzeni fryzu znajdowała się inskrypcja minuskułą: "In den vier Evangelisten". Nad fryzem znajdowała się prostokątna płycina z płaskorzeźbioną dekoracją figuralną przedstawiającą czterech ewangelistów (od lewej) Mateusza, Marka, Łukasza i Jana; każdy z nich przedstawiony był z atrybutem.        
W 1912 roku kamienica została ponownie przebudowana za sprawą G. Hildebranda. Zyskała wówczas trzecią kondygnację kosztem szczytu, który został przebudowany na jednokondygnacyjny z jednym oknem podzielonym na trzy części kamiennymi kolumnami. Szczyt zakończony został falistym okapem. Fasada budynku była dwuosiowa. Podczas rozbudowy, kamienica została połączona z oficynami z kamienicą mieszczącą się przy ulicy Kiełbaśniczej 35.
W 1852 roku kamienicę zamieszkiwał introligator Hatwiger oraz brygadzista masoński Kirsch.

## Po 1945
Kamienica przetrwała działania wojenne podczas II wojny światowej. Zburzone zostały sąsiednie kamienice: kamienica Pod Złotym Preclem (dawna ul. Kuźnicza 23) i kamienica Pod Złotym Berłem (dawna ul. Kuźnicza 22). W drugiej dekadzie XXI wieku (ok 2015 roku) kamienica została wyremontowana.